# Тринадцята авеню (Мангеттен)
Тринадцята авеню (англ. Thirteenth Avenue) — вулиця в боро Мангеттен, Нью-Йорк. Була побудована в 1837 році вздовж річки Гудзон. Пізніше на початку 20 століття авеню було прибрано, щоб звільнити місце для пірсів Челсі.

## Історія
Тринадцята авеню була побудована в 1837 році на намитті вздовж річки Гудзон, ставши найзахіднішою авеню в центрі та нижній частині Манхеттена. Карта 1891 року, опублікована Г. В. Бромлі, показує, що Тринадцята авеню прямує на північ від 11-ї вулиці до 29-ї вулиці, де вона зливається з 12-ю авеню.